# 八千代市立萱田南小学校
八千代市立萱田南小学校（やちよしりつ かやだみなみしょうがっこう）は、千葉県八千代市ゆりのき台3丁目7番3号にある公立小学校。

## 沿革
- 2007年（平成19年）4月1日 - 八千代市で22番目の小学校として開校[2]。

## 通学区域[3]
- 萱田町（530-538番地）
- 萱田（1612番地）
- 大和田新田（477番地1,3-91,96-97,101-104,108-129,131-171,219-223、499-501,507-514,517番地）
- ゆりのき台1丁目（全域）
- ゆりのき台3丁目（7-9番地）